# Famille Trintignant
La famille Trintignant est une famille française, originaire de la région de Nîmes, qui comprend plusieurs acteurs et réalisateurs de films.
Elle est apparentée à Jacqueline Bouvier dite Jacqueline Kennedy-Onassis, l’épouse du président des États-Unis John Fitzgerald Kennedy.

## Origine du nom
Le nom de famille Trintignant est originaire des environs de Nîmes (Saint-Gervasy, Marguerittes). Ferdinand (alias Fernand) était fabricant de faïence à Pont-Saint-Esprit.
Les origines connues remontent à Jean Trintignant, né à Pont-Saint-Esprit vers 1700 où il est mort en 1740.

## Personnalités

### Descendance
- Ferdinand Trintignant (1875-1939), propriétaire-viticulteur, épouse en 1897 Marie-Louise Delaigue[3]
  - Louis Trintignant (1903-1933), coureur automobile
  - Raoul Trintignant (1898-1983), industriel et maire de Pont-Saint-Esprit, épouse Claire Tourtin[4]
    - Jean-Louis Trintignant (1930-2022), artiste dramatique, épouse en 1954 Colette Dacheville (dite Stéphane Audran) puis en 1961 Lucienne Marquand (dite Nadine Trintignant) (1934), réalisatrice de films, sœur de l'acteur et réalisateur de films Christian Marquand (1927-2000) et de l'acteur et producteur de films Serge Marquand (1930-2004). Divorcée, Lucienne Marquand épouse le réalisateur de films Alain Corneau en 1997[4].
      - Marie Trintignant (1962-2003), actrice, vit successivement avec Richard Kolinka puis avec François Cluzet puis avec Mathias Othenin-Girard, épouse[5] Samuel Benchetrit.
        - Roman Kolinka (1986)[6]
        - Paul Cluzet (1993)[6]
        - Léon Othenin-Girard (1996)[6]
        - Jules Benchetrit (1998)[6]

      - Pauline Trintignant (1969-1969)
      - Vincent Trintignant (1973), acteur et réalisateur de films

  - Maurice Trintignant (1917-2005), coureur automobile ; remporte les 24 Heures du Mans en 1954 et deux fois le Grand Prix automobile de Monaco de Formule 1 en 1955 et 1958. Viticulteur, il épouse en 1938 Louise Rouch[3]

### Lien avec Jacqueline Bouvier
La famille Trintignant est apparentée à Jacqueline Bouvier dite Jacqueline Kennedy-Onassis, de la façon suivante :
- Jean Trintignant (vers 1700-1740) épouse Thérèse Paulin
  - Anne Trintignant épouse Joseph Mercier
    - Thérèse Mercier épouse Eustache Bouvier (1758-1835)
      - Michel Bouvier (1792-1874) épouse Sarah Pearson
        - John Bouvier (1843-1926) épouse Caroline Ewing
          - John Bouvier (1865-1948) épouse Maude Sergent
            - John Bouvier (1891-1957) épouse Janet Lee
              - Jacqueline Bouvier (1929-1994) épouse en 1953 John Fitzgerald Kennedy

  - Alexis Trintignant (1740- ? ) épouse Marie Tharon
    - Jean-François Trintignant (1775-1830) épouse Anne Deville
      - Claude Trintignant (c.1800-1866) épouse en 1830 Anne Charousset
        - Louis Trintignant (1835- ? ) épouse en 1873 Marie-Louise Peytel
          - Ferdinand Trintignant (1875-1939) épouse en 1897 Marie-Louise Delaigue